# 小行星2481
小行星2481（2481 Bürgi）是一颗绕太阳运转的小行星，为主小行星带小行星。该小行星于1977年10月18日发现。
該小行星以瑞士鐘錶匠、天文儀器製作師約斯特·比爾吉命名。

## 轨道参数
小行星2481的轨道半长轴为2.5705236 UA，离心率为0.263。